# Borneo Orangutan Survival
La fundación Borneo Orangutan Survival (BOS) es una ONG sin ánimo de lucro de Indonesia fundada por el Dr. Willie Smits en 1991 y dedicada a la conservación de la especie en peligro de extinción orangután de Borneo (Pongo pygmaeus) y de su hábitat a través de la participación de personas locales. Está auditado por una compañía de auditoria externa y opera bajo un acuerdo formal con el Ministerio de Bosques de Indonesia para conservar y rehabilitar orangutanes. La fundación dirige programas de rescate, rehabilitación y reintroducción del orangután en Borneo Oriental y Borneo Central. Con más de 400 orangutanes en su cuidado (para julio de 2021) y empleando más de 440 personas en unos 10 sitios, BOS es la ONG más grande de conservación de primates no humanos en todo el mundo. Nyaru Menteng y Samboja Lestari son los sitios de la Fundación BOS que han recibido una mayor cobertura mediática. Nyaru Menteng, fundada por Lone Drøscher Nielsen, ha sido objeto de varias series de televisión, como Orangutan Diary, Orangutan Island y la serie Orangutan Jungle School, que se emite desde 2018.

## Historia
La Fundación BOS (inicialmente Balikpapan Orangutan Society) fue fundada en 1991 por el ecologista Dr. Willie Smits, el profesor Peter Karsono, Asctha Boestani Tajudin y Joe Cuthbertson, con el apoyo de los investigadores del Programa Tropenbos Kalimantan y los niños de las escuelas de Balikpapan. Al principio, la organización se centró únicamente en rescatar y rehabilitar orangutanes huérfanos en su primer centro de Wanariset. En 1998, la BOS ya había rescatado a más de 500 orangutanes sólo en Kalimantan Oriental. Ese mismo año, la BOS obtuvo por fin un estatus legal oficial como organización benéfica en Indonesia y, en 2003, cambió oficialmente su nombre por el de Borneo Orangutan Survival Foundation.
Sus actividades se extendieron fuera de Kalimantan Oriental hacia Kalimantan Central con el establecimiento de su segundo centro de rehabilitación en Nyaru Menteng, a 28 kilómetros de Palangka Raya. Su trabajo también se extendió a la gestión y rehabilitación de tierras cuando firmaron un acuerdo con el gobierno indonesio en 2000 para empezar a trabajar en la zona de conservación de Mawas y, en 2001, cuando compraron una parcela en Samboja, a 38 kilómetros de Balikpapan, que se convirtió en su principal centro de rehabilitación de orangutanes en Kalimantan Oriental cuando las operaciones fueron transferidas desde Wanariset en 2006.
En 2009, la Fundación BOS creó la empresa PT Restorasi Habitat Orangutan Indonesia (PT RHOI) para adquirir una Concesión de Restauración de Ecosistemas (ERC por sus siglas en inglés). En 2010 se concedió a PT RHOI una licencia ERC para 86.450 hectáreas de terreno en Kutai, Kalimantan Oriental, que posteriormente se denominó Kehje Sewen. A continuación, en 2012, la Fundación BOS comenzó a liberar orangutanes rehabilitados en el ERC de Kehje Sewen, en Kalimantan Oriental, y en el Parque Nacional de Bukit Baka-Bukit Raya, en Kalimantan Central. La Fundación BOS amplió las operaciones de liberación en 2016, con el establecimiento de puntos de liberación en la parte del Parque Nacional Bukit Baka Bukit Raya, en Kalimantan Central.  La organización volvió a ser noticia mundial en abril de 2017 cuando rescató al único orangután albino conocido en el mundo, al que más tarde llamaron Alba.

## Estado de conservación del orangután

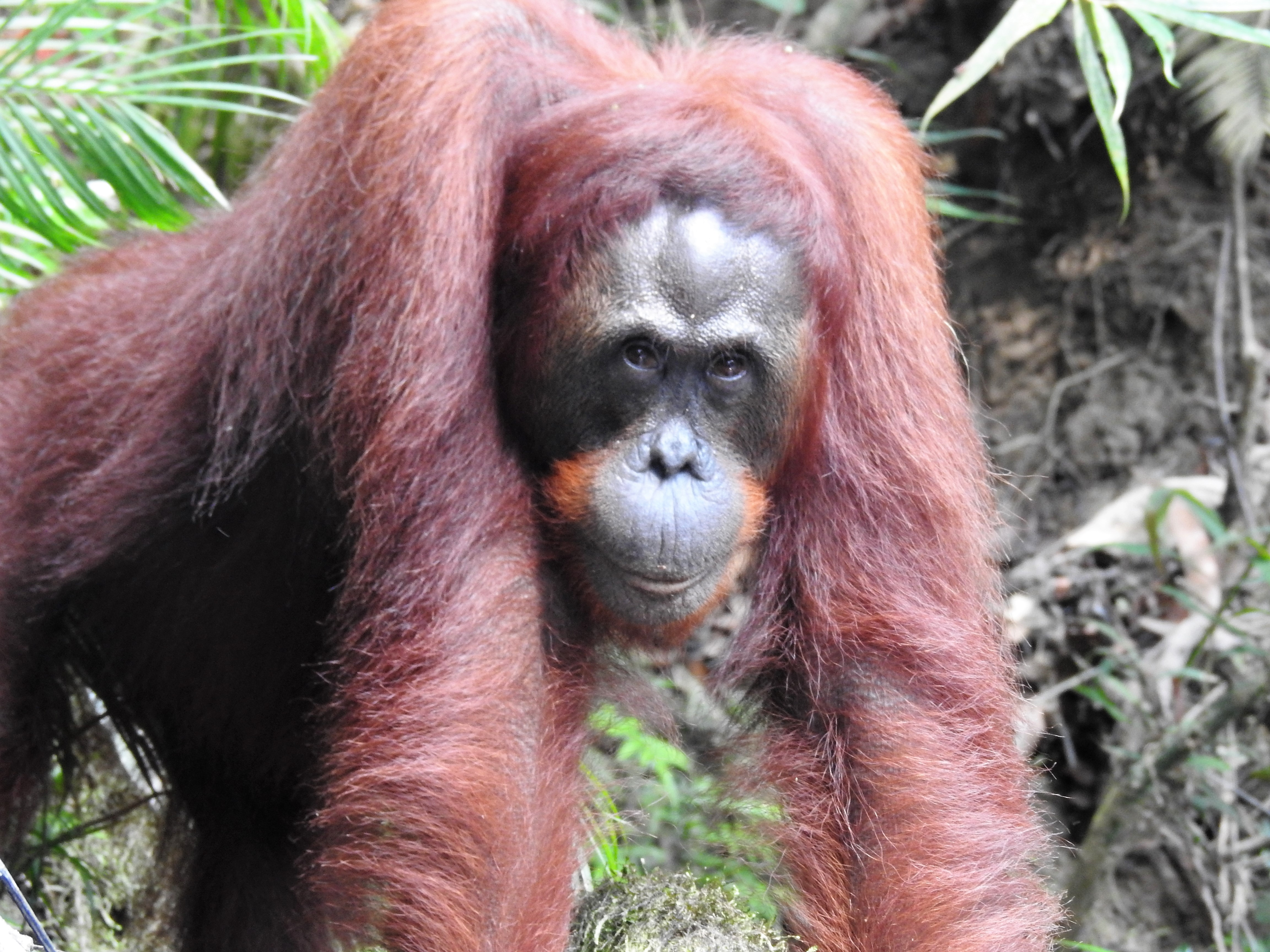
El Orangután de Borneo

El orangután de Borneo pasó a la categoría de especie en peligro crítico en 2016 según la Lista Roja de mamíferos de la UICN, y está incluido en el Apéndice I de la CITES. Se estima que el número total de orangutanes de Borneo es menos del 20% de lo que era hace 50 años (de una población de unos 288.500 ejemplares en 1973 a una población de unos 57.350 en 2016) y este fuerte descenso se ha producido sobre todo en las últimas décadas debido al desarrollo y a las actividades humanas. Su hábitat se ha reducido tanto que ahora solo se encuentran en las zonas de selva tropical restantes.  Según la UICN, se espera que en un plazo de 10 a 30 años los orangutanes se extingan si no se hace un esfuerzo serio para superar las amenazas a las que se enfrentan.
Esta opinión también está respaldada por el Programa de las Naciones Unidas para el Medio Ambiente, que afirma en su informe que, debido a la deforestación por la tala ilegal, los incendios y el desarrollo extensivo de las plantaciones de palma de aceite, los orangutanes están en peligro de extinción, y si la tendencia actual continúa, se extinguirán.

## Estrategias principales
1. Reintroducción de orangutanes, mediante el rescate, la rehabilitación y la liberación de orangutanes ex-cautivos.[13]
2. Cuidado de por vida del orangután y oso de sol (Helarctos malayanus), para individuos con discapacidades físicas o de comportamiento que impiden su reintroducción.[14]
3. Conservación del ecosistema de los orangutanes, mediante la protección de los bosques existentes y la rehabilitación de las zonas que han sido deterioradas.[15]
4. Desarrollo y educación sostenibles de la comunidad, a través de divulgación, capacitación y empoderamiento de la comunidad, y la concienciación del público.[16]

## Centros de rehabilitación y rescate de orangutanes

### Wanariset
Wanariset comenzó como una estación de investigación de bosque tropical cerca de Balikpapan, en la provincia indonesia de Kalimantan Oriental, y en 1991 empezó a utilizarse como centro de rescate y rehabilitación de orangutanes. Tras adquirir terrenos en Samboja y trasladar a todos los orangutanes a su nuevo Centro de Rehabilitación de Orangutanes Samboja Lestari, la fundación BOS cesó las operaciones de rehabilitación en Wanariset en 2006.

### Nyaru Menteng

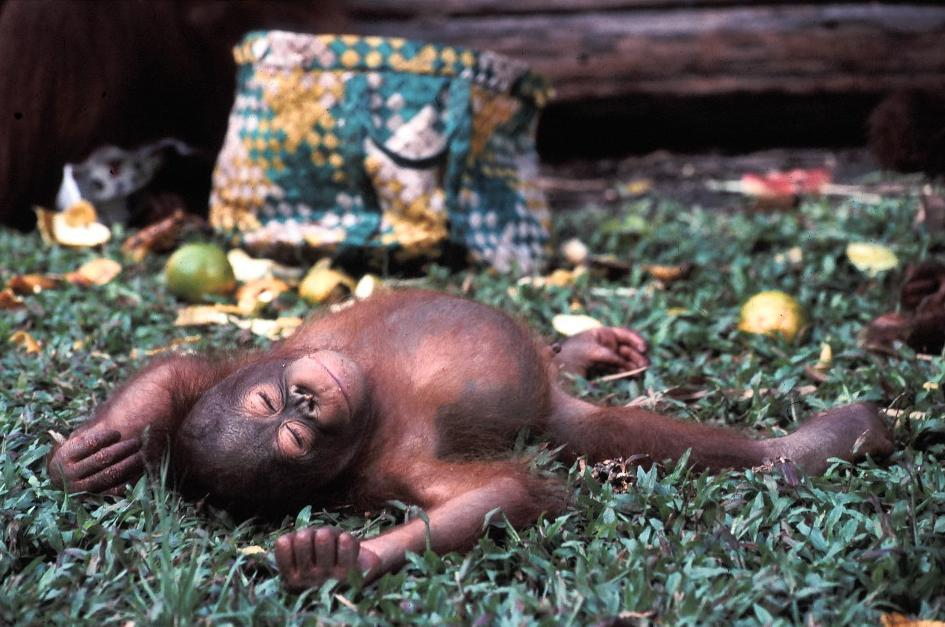
Kevin, uno de los orangutanes jóvenes en Nyaru Menteng, tomando una siesta.

Nyaru Menteng es un centro de rescate y rehabilitación de orangutanes a 28 km de Palangkaraya, en Kalimantan Central. Lone Drøscher Nielsen buscó el consejo de Smits sobre la posibilidad de crear un nuevo proyecto en Kalimantan Central para hacer frente al creciente número de orangutanes huérfanos. Smits aceptó ayudar y, con el apoyo financiero de la Fundación Gibbon y la Fundación BOS, Drøscher Nielsen fundó Nyaru Menteng en 1998. Pudo construir las instalaciones gracias a un acuerdo con el Ministerio de Bosques de Indonesia, y Nyaru Menteng abrió oficialmente sus puertas a la primera docena de orangutanes en 1999.
El santuario se diseñó originalmente para albergar hasta 100 orangutanes huérfanos mientras pasan por rehabilitación, pero en su momento álgido llegó a atender a más de 600 orangutanes. Además de las jaulas de cuarentena, la clínica médica y la guardería, el santuario cuenta con una amplia zona de bosque en la que los orangutanes podían aprender las habilidades necesarias para vivir en la naturaleza. Nyaru Menteng se convirtió rápidamente en el mayor proyecto de rescate de primates no humanos del mundo.
Muchos de estos orangutanes sólo tienen semanas de vida cuando llegan, y todos están traumatizados psicológicamente. El santuario no sólo salva a las crías de orangután huérfanas del cautiverio en hogares humanos y del turismo salvaje, sino que ha desarrollado un proceso para su reintroducción gradual en lo que queda de la selva tropical de Borneo.
Los gastos de funcionamiento del centro ascienden a unos 1,6 millones de dólares al año. Tiene en su plantilla a unos 170 trabajadores: madres sustitutas, técnicos en cuidado de animales, veterinarios, personal de oficina, guardias y otros trabajadores. El centro está compuesto por:
- Las acomodaciones de empleados que alojan a trabajadores de fuera de la localidad;

- Las islas de preliberación, Kaja, Palas y Bangamat, todas ellas islas boscosas en el río Rungan con plataformas de alimentación primitivas y embarcaderos;

- La isla previa a la liberación, Badak Besar, y la isla santuario, Badak Kecil, todas ellas dentro del grupo de islas Salat;

- El centro de información, que visitan las escuelas locales y desde el que se inician campañas de información sobre la importancia ecológica de los orangutanes y las alternativas sostenibles;

- La plantación de frutas "Nyaru Menteng Lestari", de 3 hectáreas, con árboles frutales como el mango, la piña y el rambután;

- Los sitios de liberación en el Bosque de Protección de Bukit Batikap y en el Parque Nacional de Bukit Baka Bukit Raya, utilizados para acoger a los orangutanes de Nyaru Menteng que han terminado el proceso de rehabilitación.

Tras varios años de tramitación de permisos para garantizar la seguridad a largo plazo de los posibles lugares de liberación, Nyaru Menteng empezó a liberar orangutanes en la selva en febrero de 2012. Han liberado 190 orangutanes en el Bosque de Protección de Bukit Batikap y 163 orangutanes en el Parque Nacional de Bukit Baka Bukit Raya (hasta julio de 2021).

### Samboja Lestari
Samboja Lestari comenzó como un proyecto de reforestación en 2001, pero abrió sus puertas como centro de rescate y rehabilitación de orangutanes en 2006, cuando la Fundación BOS trasladó sus operaciones en Kalimantan Oriental desde Wanariset. El centro de rehabilitación está situado a unos 38 kilómetros al noreste de Balikpapan.
El centro alberga a más de 100 orangutanes, una mezcla de individuos en proceso de rehabilitación e individuos bajo cuidado de por vida. Para acomodar el proceso de rehabilitación de los orangutanes, con el objetivo final de liberarlos en las selvas naturales, el centro incluye jaulas de cuarentena, una clínica médica, una guardería, una zona de escuela forestal y pequeñas islas artificiales de pre-liberación. Las escuelas forestales son zonas que ofrecen a los orangutanes un terreno de juego natural y educativo en el que aprenden habilidades para sobrevivir en la selva. Aquí los orangutanes deambulan libremente pero bajo la supervisión de madres sustitutas humanas y son devueltos a las jaulas para dormir por la noche.
Para los orangutanes que no pueden ser liberados, el centro los aloja en islas santuario, en jaulas de socialización o en una unidad de cuidados especiales, diseñada para ayudar a cuidar a los orangutanes con enfermedades crónicas que requieren atención veterinaria regular. Las islas santuario se crearon específicamente para los orangutanes que no pueden volver a la naturaleza, pero que son capaces de vivir en condiciones casi naturales.
Los gastos de funcionamiento del centro ascienden a unos 1,1 millones de dólares al año.  El centro está compuesto por:
- Los alojamientos de empleados, que alojan a trabajadores de fuera de la localidad;

- La isla de pre-liberación, Juq Kehje Swen, una isla boscosa con plataformas de alimentación, alojamiento para el personal y clínica veterinaria;

- El Santuario del Oso del Sol, que incluye más de 15 hectáreas de recintos boscosos y alberga unos 70 osos del sol;[23]

- El Samboja Lodge, un alojamiento ecológico abierto a todos los turistas y visitantes de un solo día que deseen recorrer las islas de los orangutanes y el santuario de los osos del sol;[24]

- Las zonas de replantación, que cubren unas 1.500 hectáreas y son ahora una mezcla de bosque secundario y nuevos lugares de replantación;

- El lugar de liberación en Kehje Sewen, utilizado para acoger a los orangutanes de Samboja Lestari que han terminado el proceso de rehabilitación.

Tras la creación de PT Orangutan Habitat Restoration Indonesia (RHOI) por parte de la Fundación BOS en 2009 y la adquisición del Kehje Sewen ERC en 2010, que finalmente garantizó un lugar seguro para la liberación de orangutanes, Samboja Lestari comenzó a liberar orangutanes en la selva en abril de 2012. Han liberado 121 orangutanes en Kehje Sewen (hasta julio de 2021).

## Conservación, reforestación e investigación de bosques

### Samboja Lestari
Samboja Lestari es un proyecto de reforestación en casi 2.000 hectáreas de tierras deforestadas, degradadas y quemadas en Kalimantan Oriental. En 2001, la BOS empezó a comprar tierras cerca de Wanariset. La zona adquirida había sido deforestada por la tala mecánica, la sequía y los graves incendios, y estaba cubierta de hierba alang-alang (Imperata cylindrica). El objetivo era restaurar la selva y ofrecer un refugio seguro a los orangutanes rehabilitados, al tiempo que se proporcionaba una fuente de ingresos a la población local. El nombre Samboja Lestari se traduce aproximadamente como "conservación eterna de Samboja". La reforestación y la rehabilitación son el núcleo del proyecto, con cientos de especies autóctonas plantadas. A mediados de 2006 se habían plantado más de 740 especies de árboles diferentes; en 2009 había 1200 especies de árboles, 137 especies de aves y seis especies de primates no humanos.
Junto a la labor de reintroducción de orangutanes, la Fundación BOS ha promovido formas de cultivo que no implican la quema y destrucción de los bosques, pasando a una agricultura que combina el ratán, la palma de azúcar y las frutas y verduras. La Fundación BOS cree que para lograr soluciones sostenibles hay que abordar los problemas sociales de fondo, capacitando a las comunidades locales para que adopten opciones de subsistencia más gratificantes que las industrias extractivas.

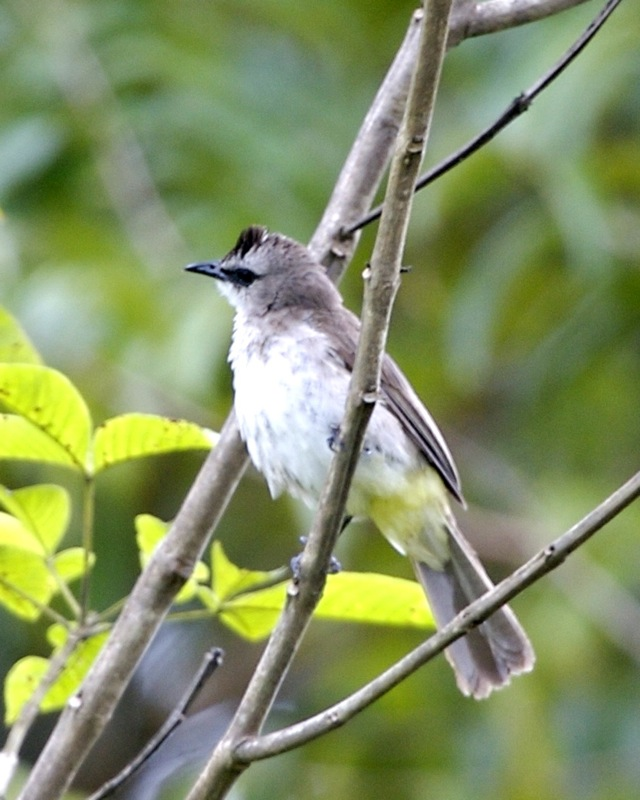
Bulbul culiamarillo, uno de las 137 especies de los pájaros ahora encontrados en Samboja Lestari

En su charla TED de 2009, Smits afirmó que se había producido un aumento sustancial de la nubosidad y un 30% más de precipitaciones debido a la reforestación en Samboja Lestari.

### Mawas
Mawas es una zona de conservación forestal, reforestación e investigación en Kalimantan Central. En septiembre de 2003, el parlamento provincial de Kalimantan Central aprobó un nuevo plan de uso de la tierra que designa 309.000 hectáreas (1.200 millas cuadradas) en la zona de Mawas para ser gestionadas por la Fundación BOS para su conservación. La Fundación BOS trabaja actualmente en un área de unas 280.000 hectáreas (1.100 millas cuadradas) dentro de la zona del antiguo Proyecto Mega Rice.
A partir de 2007, la Fundación BOS participó en el desarrollo de la Estrategia y el Plan de Acción para la Conservación de los Orangutanes, y desde entonces ha seguido colaborando en su aplicación. Con el apoyo internacional y donaciones de empresas, el proyecto Mawas ha crecido hasta desempeñar un importante papel en la conservación de los orangutanes de Borneo y su hábitat. Es la mayor superficie de terreno gestionada por la Fundación BOS.  El objetivo principal es proteger las turberas, que están desapareciendo rápidamente, mediante la colaboración con los gobiernos central y local y las comunidades locales. La zona de Mawas alberga una de las últimas extensiones de bosque que sustenta a los orangutanes salvajes. Se calcula que en esta zona hay unos 2.550 orangutanes salvajes. Mawas también es importante por su biodiversidad y sus condiciones geológicas, incluida una doble cúpula de turba, que la convierten en un almacén de gigatoneladas de carbono secuestrado. A lo largo de 8.000 años, la materia vegetal en descomposición de los bosques pantanosos ha construido cúpulas de turba de 13 a 15 metros de altura.
La zona ha sido importante para las actividades de investigación desde la fundación de la Estación de Investigación Tuanan en Kapuas en 2002 por la Fundación BOS y la Universidad de Zúrich de Suiza. Las actividades de investigación continúan hasta hoy, pero ahora se llevan a cabo gracias a la colaboración de la Fundación BOS con la Universitas Nasional (UNAS) de Indonesia y la Universidad Rutgers de Estados Unidos. La estación de investigación se estableció mediante una amplia consulta con toda la población e instituciones locales y el empleo de mano de obra local. Su objetivo es proporcionar una base durante todo el año para los científicos que rastrean y observan la población de orangutanes salvajes y estudian la ecología de las turberas.

### Kehje Sewen
El 15 de julio de 2010, en una reunión internacional sobre la conservación de los orangutanes celebrada en Bali, el secretario general del Ministerio de Silvicultura de Indonesia, Boen Purnama, anunció que el gobierno indonesio concedería un permiso a la Fundación BOS para reservar miles de hectáreas de bosque anteriormente utilizado para la tala de árboles para la liberación de unos 200 orangutanes en la zona de Kutai, en Kalimantan Oriental. En respuesta, la Fundación BOS creó una empresa, PT Orangutan Habitat Restoration Indonesia (RHOI), para gestionar 86.450 hectáreas de la antigua zona de concesiones madereras en el distrito de Kutai Oriental, más tarde llamada Kehje Sewen (hogar de los orangutanes en la lengua local wehea dayak), para que fuera el nuevo lugar de reintroducción de los orangutanes rehabilitados. El entonces presidente de la Fundación BOS, Togu Manurung, anunció el objetivo de iniciar las liberaciones graduales en abril de 2011.

## Documentales
El trabajo de la fundación Borneo Orangutan Survival ha aparecido en varios documentales. The Disenchanted Forest fue una película premiada en 1999 que sigue a orangutanes huérfanos mientras son rehabilitados y devueltos a su hogar en la selva tropical. Se centra en tres proyectos de la BOS: Wanariset, Nyaru Menteng y Mawas. The Burning Season es un documental de 2008 sobre la quema de selvas tropicales en Indonesia en el que participó Lone Drøscher Nielsen. Los orangutanes de Nyaru Menteng fueron objeto de seguimiento en las dos temporadas de Orangutan Diary producidas por la BBC y también, al ser reintroducidos en un hábitat semisalvaje conformado de islas selváticas de liberación previa, en los 23 programas de la serie Orangutan Island, producida por NHNZ. En 2013, Harrison Ford visitó Nyaru Menteng para el rodaje del primer episodio de Planeta en Peligro , con el fin de mostrar los devastadores impactos de la demanda mundial de aceite de palma y otros productos agrícolas.  La BBC volvió a Nyaru Menteng en 2013 para seguir la liberación de cuatro orangutanes en el Bosque de Protección de Bukit Batikap para un episodio especial de Natural World, titulado Orangutans: The Great Ape Escape.
Recientemente, las actividades de la Fundación BOS en Nyaru Menteng, Samboja Lestari y en el Parque Nacional de Bukit Baka Bukit Raya fueron presentadas en dos temporadas de Orangutan Jungle School, producidas por NHNZ. La serie completa se emitió en Sky Nature, Sat. 1 Gold, StarHub, Stan., Iqiyi, Smithsonian Channel, MyTV Super, Nexmedia, Vidio, Canal+, Digical, 4gTV, GtTV, TrueVisions, Zuku, VTVCab, Viettel, Love Nature, First Media, MediaNet y Choice TV. En el Reino Unido, Channel 4 emitió un especial de tres partes en lugar de la serie completa.